# Patellapis pallidicincta
Patellapis pallidicincta là một loài Hymenoptera trong họ Halictidae. Loài này được Cockerell mô tả khoa học năm 1933.